# الدوري الهولندي الدرجة الأولى 1959–60
الدوري الهولندي الدرجة الأولى 1959–1960 هو الموسم الرابع من الدوري الهولندي الدرجة الأولى منذ إنشائه في عام 1956. فاز بهذا الموسم إي زد ألكمار/نادي غرونينغن.

## الفرق
يشارك 20 نادي في الدوري: النادي الذي يحتل المرتبة الأولى في هذا الدوري يتأهل مباشرة إلى الدوري الهولندي الممتاز، تأهل في هذه الدوري إي زد ألكمار/نادي غرونينغن.